# 立山大橋
立山大橋（たてやまおおはし）は、富山県の常願寺川に架かる道路橋。左岸の富山市本宮と右岸の中新川郡立山町芦峅寺を結んでおり、富山県道67号宇奈月大沢野線に指定されている。

## 概要
2000年（平成12年）2月に開催された2000年とやま国体冬季大会に合わせて、メイン会場となった立山山麓スキー場へのアクセスルートとして整備された。1993年（平成5年）度に事業着手、1996年（平成12年）1月に着工、1999年（平成11年）11月27日に竣工、完成当時、県道の橋としては橋長第1位、アーチ橋としてはアーチ支間国内第5位であった。事業費は90億円。
RC固定式アーチ橋（橋長245.0 m）および連続PC中空床版橋（橋長156.0 m）で構成されており、アーチ部は大口径斜め深礎基礎、高架部は直接基礎および鉛直深礎となっている。橋上には車道2車線（幅員9.50 m）および上流側に歩道（幅員3.5 m）が設けられており、道路規格は第3種第2級、活荷重はB活荷重である。 土木学会が制定した「兵庫県南部地震により被災した道路橋の復旧に係わる仕様」に対応した耐震設計となっており、非線形動的解析が行われている。
アーチ基礎には、基礎天端に作用する水平力、回転モーメントを低減するため大口径斜め深礎基礎が採用されており、初めて新オーストリアトンネル工法（NATM）による施工が行われた。アーチリブの架設は斜吊り張出し工法で行われたが、メラン材の架設は新工法となるメラン直吊り一括架設工法が採用され、メラン材を主索ケーブルに順次吊下げながら直吊り架設した後、一括で吊上げてコンクリートのアーチリブと連結した。新工法の採用により、メラン材の組立て精度の確保、アーチリブ架設に必要なアンカー張力の軽減、アーチリブ部とメラン材の同時施工による大幅な工期短縮を実現した。
橋の右岸側はカーブしており富山県道6号富山立山公園線と丁字路で接続する。左岸側では富山地方鉄道立山線をオーバーパスしている。また、直下の常願寺川には粟巣野砂防堰堤が存在する。

## 橋の名称について
『立山大橋』の名称は1999年（平成11年）4月28日に決定されているが、橋から立山連峰が一望出来ることや、立山観光の入り口に位置することが由来となっている。なお、仮称は『極楽橋』で、橋の名称候補は他にも「芦原大橋」「大立山橋」「立山山麓大橋」などが挙がっていた。

## ギャラリー

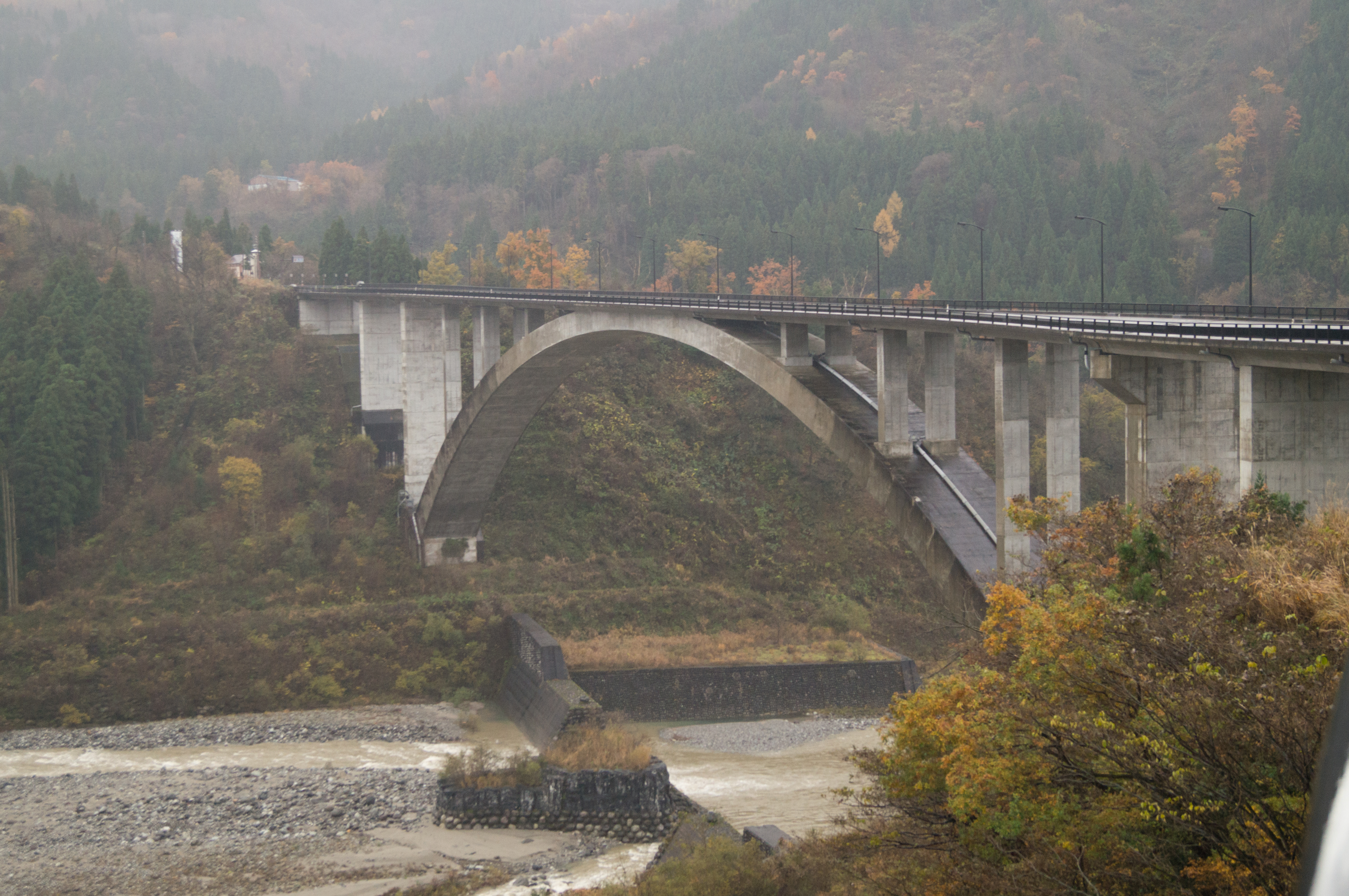
直下に存在する粟巣野砂防堰堤
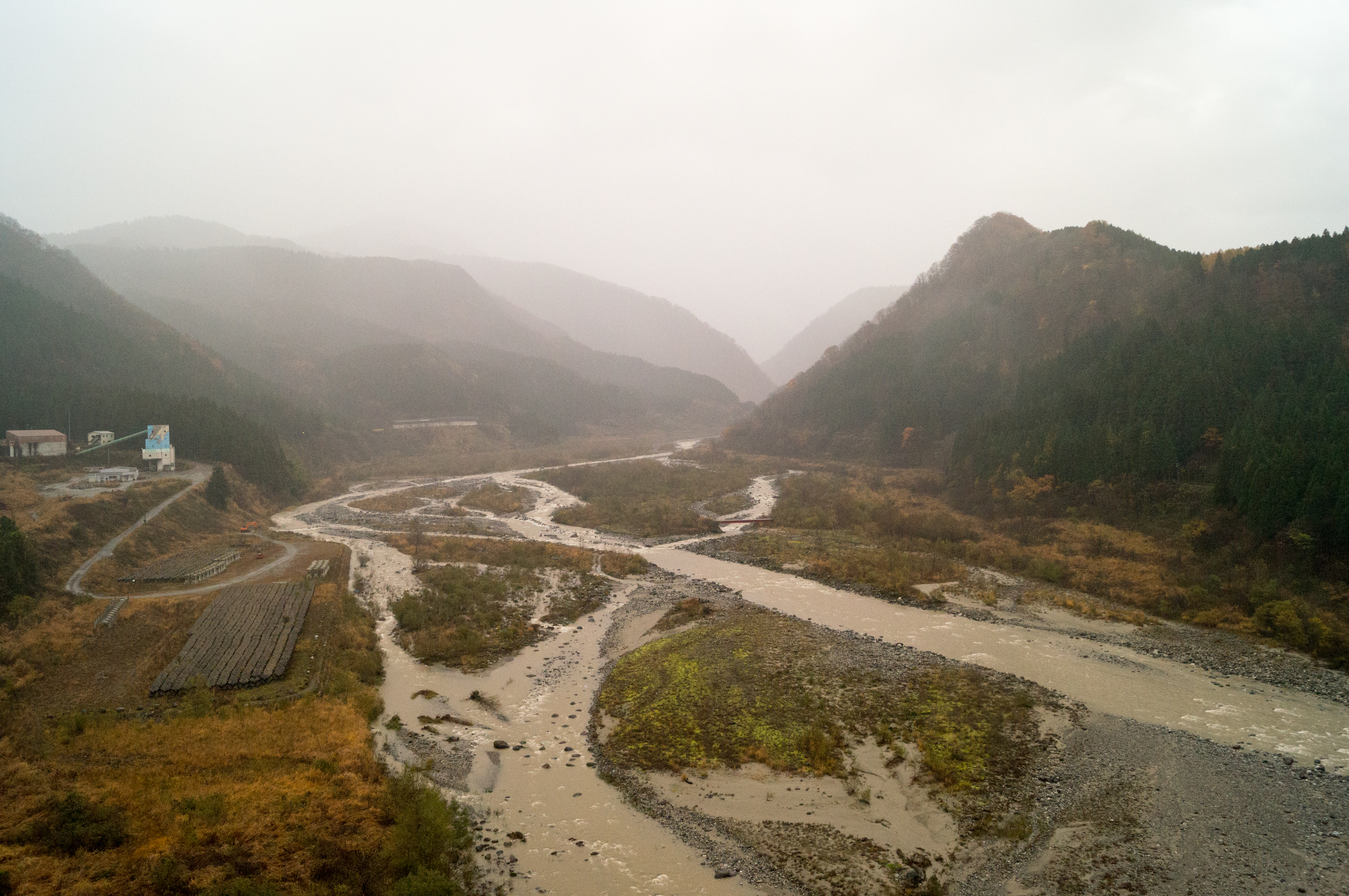
橋上から見た上流側
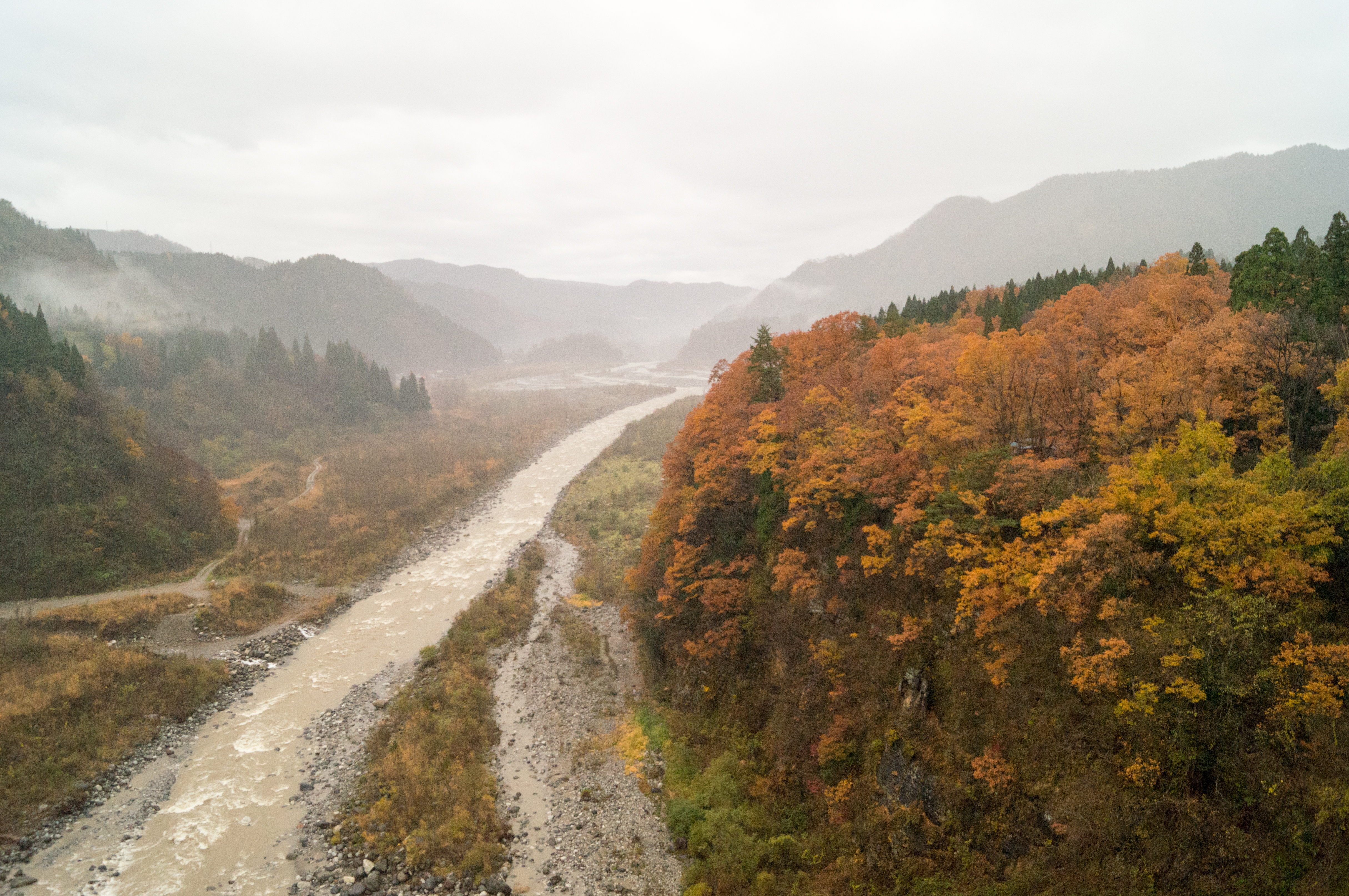
橋上から見た下流側
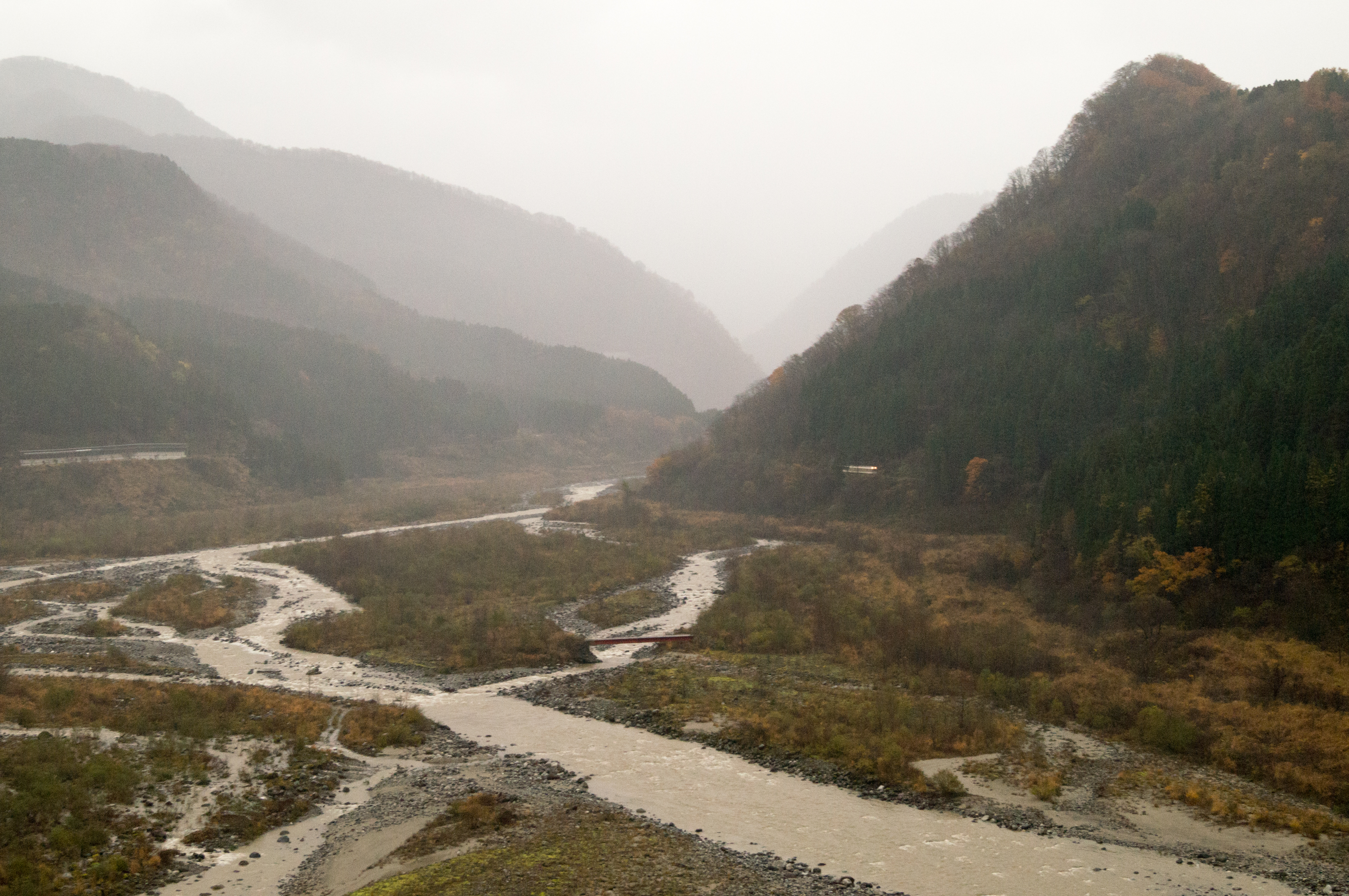
左岸側を富山地方鉄道立山線が通っている
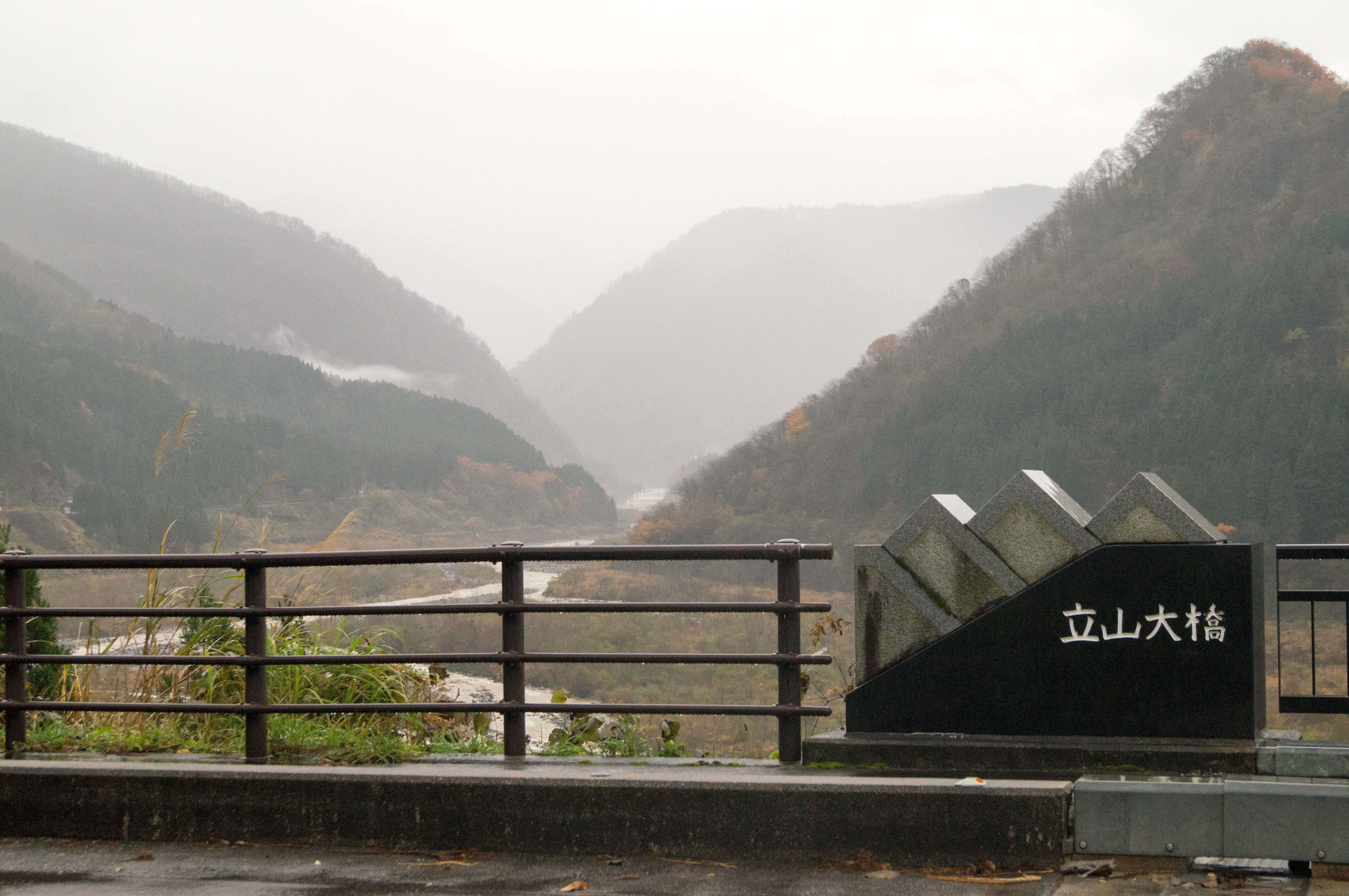
右岸上流側の親柱